# Laphria macquarti
Laphria macquarti là một loài ruồi trong họ Asilidae. Laphria macquarti được Banks miêu tả năm 1917. Loài này phân bố ở vùng Tân Bắc giới.